# Gornja Lipovača
Gornja Lipovača (cirílico: Горња Липовача) es una localidad habitada de la municipalidad de Gradiška, Republika Srpska, Bosnia y Herzegovina.

## Población
| Composición de la Población - Localidad de Gornja Lipovača | Composición de la Población - Localidad de Gornja Lipovača | Composición de la Población - Localidad de Gornja Lipovača | Composición de la Población - Localidad de Gornja Lipovača | Composición de la Población - Localidad de Gornja Lipovača |
| ---------------------------------------------------------- | ---------------------------------------------------------- | ---------------------------------------------------------- | ---------------------------------------------------------- | ---------------------------------------------------------- |
|                                                            | 2013                                                       | 1991                                                       | 1981                                                       | 1971                                                       |
| Total                                                      | 548 (100,0%)                                               | 992 (100,0%)                                               | 843 (100,0%)                                               | 353 (100,0%)                                               |
| Bosniacos                                                  | 289                                                        | 823 (82,96%)                                               | 722 (85,65%)                                               | 312 (88,39%)                                               |
| Serbios                                                    | 226                                                        | 39 (3,93%)                                                 | 35 (4,152%)                                                | 4 (1,133%)                                                 |
| Croatas                                                    | 12                                                         | 32 (3,226%)                                                | 24 (2,847%)                                                | 26 (7,365%)                                                |
| No declara                                                 | 5                                                          | -                                                          | -                                                          | 1 (0,126%)                                                 |
| Otros                                                      | 16                                                         | 50 (5,040%)                                                | 13 (1,542%)                                                | 11 (3,116%)                                                |
| Yugoslavos                                                 | -                                                          | 48 (4,839%)                                                | 33 (3,91%)                                                 | -                                                          |
| Gitanos                                                    | -                                                          | -                                                          | 15 (1,779%)                                                | -                                                          |
| Albaneses                                                  | -                                                          | -                                                          | 1 (0,119%)                                                 | -                                                          |